# Clinodiplosis phalacrolomae
Clinodiplosis phalacrolomae är en tvåvingeart som beskrevs av Fedotova 2004. Clinodiplosis phalacrolomae ingår i släktet Clinodiplosis och familjen gallmyggor. Inga underarter finns listade i Catalogue of Life.